# Giulio Tremonti
Giulio Tremonti (ur. 18 sierpnia 1947 w Sondrio) – włoski polityk i prawnik, minister finansów w latach 1994–1995, minister gospodarki i finansów w latach 2001–2004, 2005–2006 oraz 2008–2011, wicepremier od 2005 do 2006, parlamentarzysta.

## Życiorys
Ukończył studia prawnicze na Uniwersytecie w Pawii. Praktykował jako adwokat. Wykładał na Uniwersytecie w Pawii oraz w Oxford Institute of Legal Practice. W 1974 objął stanowisko profesora.
Po raz pierwszy ubiegał się o mandat poselski w 1987 z ramienia Włoskiej Partii Socjalistycznej. Od 1994 do 2013 nieprzerwanie zasiadał w Izbie Deputowanych (XII, XIII, XIV, XV i XVI kadencji). W 1994 został wybrany jako kandydat centrowej koalicji Pakt dla Włoch. Jednak wkrótce po wyborach wstąpił do partii Silvia Berlusconiego, Forza Italia. Był jednym z inicjatorów utworzenia centroprawicowej koalicji Dom Wolności.
W pierwszym rządzie Silvia Berlusconiego od 10 maja 1994 do 17 stycznia 1995 zajmował stanowisko ministra finansów. Po wygranej prawicy w wyborach w 2001, 10 czerwca tego samego roku objął urząd ministra gospodarki i finansów w drugim rządzie Silvia Berlusconiego. Funkcję tę pełnił do 3 lipca 2004, kiedy to zrezygnował po dyskusji na temat włoskiej sytuacji ekonomicznej i krytyce ze strony opozycji oraz części koalicjantów (w tym Sojuszu Narodowego). Jednakże już w następnym roku powrócił w skład rządu jako wicepremier (od 23 kwietnia 2005), zaś 22 września tegoż roku ponownie został ministrem gospodarki i finansów. Sprawował te urzędy do 5 maja 2006.
W 2004 Giulio Tremonti objął stanowisko wiceprzewodniczącego Forza Italia. Po przegranej bloku prawicy w wyborach parlamentarnych w tym samym roku objął funkcję wiceprzewodniczącego Izby Deputowanych XV kadencji. W przedterminowych wyborach w 2008 uzyskał mandat poselski z ramienia federacyjnego Ludu Wolności jako przedstawiciel Lombardii. 8 maja 2008 został ponownie ministrem gospodarki i finansów w czwartym rządzie Silvia Berlusconiego. Funkcję tę pełnił do 16 listopada 2011. W 2013 został senatorem XVII kadencji z listy Ligi Północnej, zasiadał w tej izbie do 2018. Później związał się z ugrupowaniem Bracia Włosi, w 2022 z jego ramienia powrócił do Izby Deputowanych.